# Alisyn Camerota

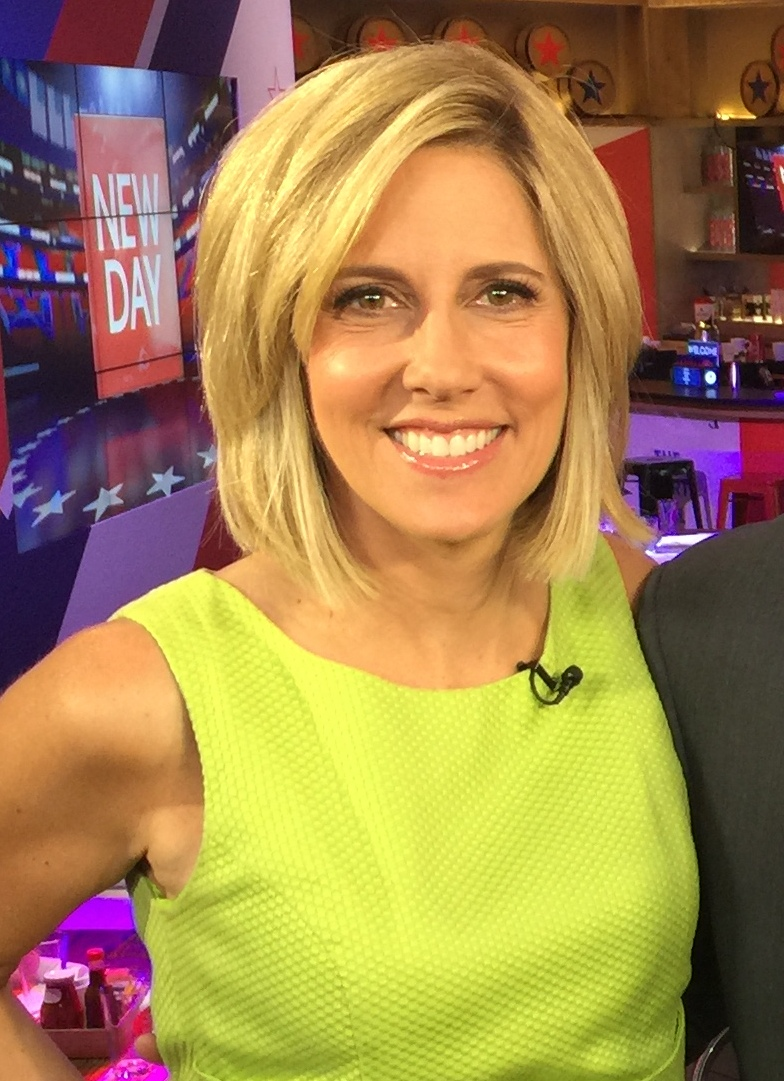
Alisyn Camerota 2016 auf dem Parteitag der Demokratischen Partei

Alisyn Camerota (* 21. Juni 1966) ist eine amerikanische Fernsehjournalistin. Sie moderierte bei CNN unter anderem die Morgensendung "New Day" sowie "Newsroom". Aktuell ist sie als Moderatorin und Korrespondentin für die Sendung "The Whole Story with Anderson Cooper" tätig.

## Leben
Camerota wuchs in Shrewsbury, New Jersey, auf. Sie erwarb einen Bachelor in Rundfunk-Journalismus an der American University in Washington, D.C.  Im Anschluss arbeitete sie bei verschiedenen Fernsehsendern in Boston und Washington sowie bei der Sendung America's Most Wanted. Seit 1998 war sie für Fox News tätig. Dort arbeitete sie zuerst als Korrespondentin in Boston. Seit 2007 war sie eine von mehreren Moderatoren der Wochenendausgabe von Fox & Friends, der Frühstückssendung von Fox News. Außerdem trat sie gelegentlich in der Wochentagssendung und in anderen Formaten des Senders auf.
Mitte 2014 wechselte Camerota zu CNN, dort moderiert sie die Morgensendung New Day zusammen mit John Berman. Sie berichtet vor allem von politischen Themen und führt Interviews. Außerdem berichtete sie von wichtigen Ereignissen vor Ort, etwa von den Terroranschlägen in Brüssel und Paris sowie über den Anschlag auf eine Synagoge in Pittsburgh.
Nach ihrem Wechsel zu CNN äußerte sich Camerota zu dem Arbeitsumfeld bei Fox, zur sexuellen Belästigung durch Roger Ailes und zu dessen Eingriffen in die journalistische Arbeit, um den konservativen Zuschauern zu gefallen.
Ihre lange Erfahrung als Journalistin und Moderatorin verarbeitete Camerota in einem Roman „Amanda Wakes Up“, der 2017 erschien. Ihre Autobiografie "Combat Love: A Story of Leaving, Longing, and Searching for Home" erschien am 26. März 2024. 
Camerota ist verheiratet und hat drei Kinder. Sie lebt in der Nähe von New York City.

## Bücher
- Amanda Wakes Up. Viking, 2017, ISBN 0-399-56399-7.

Alisyn Camerota: Combat Love: A Story of Leaving, Longing, and Searching for Home. Hrsg.: Rare Bird Books. 2024, ISBN 978-1-64428-371-4.